# Девід Лі
Девід Морріс Лі (англ. David Morris Lee; 20 січня 1931, Рай, Ветчестер, штат Нью-Йорк, США) — американський фізик, лауреат Нобелівської премії з фізики в 1996 р. , Спільно з Д. Ошеровим і Р. Річардсоном, «за відкриття надплинності гелію-3».

## Біографія
Лі виріс у містечку Рю в Нью-Йорку. Його батьки були єврейськими іммігрантами з Англії і Литви. Лі закінчив Гарвардський університет в 1952 р., після чого пішов служити в армію. Ступінь магістра він отримав в університеті Коннектикута, а ступінь доктора в 1955 р. в Єльському університеті. У Єльському університеті він працював під керівництвом Г. Фейрбанка. Після Єльського університету він став професором в Корнелльському університеті, де працює досі.
Девід Лі одружений. У нього два сини.

## Досягнення
У 1972 р. він опублікував, спільно з професором Корнуеллського університету Річардсоном і аспірантом Ошеровим, роботу з надтекучості ізотопа гелію 3He. Він також працював, спільно з Дж. Фрідом, над виявленням хвиль ядерного спіна в спінно- поляризованому газі атомарного водню. Станом на 2006 р. його наукова група займається дослідженням твердих тіл з включеннями гелію.
У 1976 р. він здобув премію імені сера Френсіса Симона від британського інституту фізики. У 1981 р. Лі здобув премію Олівера Баклі від американського фізичного товариства, спільно з Д. Ошеровим і Р. Річардсоном, за роботу з надплинності 3He. У 1996 р. їм же присудили Нобелівську премію з фізики.
Лі є членом Національної академії наук США та Американської академії мистецтв і наук (США).